# RS-68
Le RS-68 est un moteur-fusée à ergols liquides américain développé dans les années 1990 pour propulser la fusée Delta IV. Ce moteur, qui a une poussée de 320 tonnes dans le vide, brûle de l'hydrogène liquide et de l'oxygène liquide. C'est le plus puissant des moteurs consommant ce type d'ergols. Le développement du RS-68 a commencé dans les années 1990 dans le but  de produire un moteur à forte poussée plus simple et moins coûteux pour le lanceur Delta IV Heavy. Le RS-68 est beaucoup plus simple que le moteur de la navette spatiale qui devait initialement équiper Ares V (80 % de composants en moins). Une variante de ce moteur, le  RS-68B, aurait dû être utilisée pour le premier étage de la fusée Ares V du programme Constellation mais ce projet a été abandonné en 2010.

## Description
Le RS-68 a été conçu par la division Propulsion et Puissance de Rocketdyne pour équiper la fusée Delta IV. La chambre de combustion brûle de l'oxygène et de l'hydrogène liquide sous une pression de 102 bars lorsqu'il fonctionne à 102 % de sa puissance nominale avec un ratio de mélange de 1 pour 6. À 102 %, le moteur produit une poussée de 344 tonnes dans le vide et de 301 tonnes au niveau de la mer. Sa masse est de 6,6 tonnes et son diamètre de 2,42 mètres. Le rapport poussée/poids est de 51,2 et l'impulsion spécifique de 365 s au niveau de la mer. La poussée du RS-68 est orientable grâce à des vérins hydrauliques. Elle peut être modulée entre 57 et 102 %.
L'objectif principal du programme RS-68 était de produire un engin simple, peu coûteux malgré le fait qu'il ne soit pas réutilisable. À cette fin, le RS-68 comporte 80 % moins de pièces que le moteur SSME de la navette spatiale américaine. La simplicité s'est traduite par une perte d'efficacité par rapport au SSME : le rapport poids/poussée est beaucoup plus faible et l'impulsion spécifique est de 10 % inférieure. Par contre, le RS-68 a un coût de construction beaucoup plus faible : 14 millions de $ contre 50 pour le SSME. Le coût du SSME est censé être amorti par son utilisation dans des lancements multiples alors que le RS-68, plus puissant de 50 % et moins coûteux est optimisé pour une utilisation sur un lanceur non réutilisable.
Le RS-68 comporte deux turbopompes indépendantes. La chambre de combustion comporte une double paroi qui réduit les coûts par rapport aux techniques utilisées habituellement. Ce procédé, développé en Union Soviétique, consiste à disposer d'une peau interne et d'une peau externe entre lesquelles circule le liquide chargé de refroidir la paroi. Cette technique aboutit à un poids supérieur à celui d'un système à base de tubes, mais il est plus simple et moins coûteux. La tuyère a un ratio de détente de 21,5 et est recouverte d'un matériau ablatif (le matériau s'évapore progressivement pour évacuer la chaleur) : ce choix technique aboutit également à un poids supérieur à celui d'un système utilisant des tubes, mais il présente les mêmes avantages que pour la chambre de combustion. Le premier test réussi a eu lieu en 1998. Le RS-68 a été certifié sur la Delta IV en septembre 2001. Le premier lancement utilisant le nouveau moteur a eu lieu en novembre 2002.

## Propulsion de l'Ares V
Le 18 mai 2006, la NASA a annoncé qu'elle avait décidé d'équiper le premier étage de la fusée Ares V de 5 moteurs RS-68 à la place des SSME. Le RS-68 a été choisi parce qu'il revenait moins cher : 20 millions de $ en tenant compte du surcoût lié aux modifications demandées par la NASA. Celles-ci portent sur :
- une tuyère ablative différente pour prendre en compte un temps de combustion plus long ;
- une séquence de démarrage plus courte ;
- des modifications apportées à certains équipements pour limiter la libération d'hydrogène au lancement ;
- d'autres modifications pour diminuer la consommation d'hélium au lancement et pendant le vol.

Par ailleurs, un accroissement de la poussée et de l'impulsion spécifique doit apparaître dans le cadre d'une version améliorée du programme Delta IV. En 2008, on annonce que la fusée Ares V comporterait finalement 6 moteurs RS-68. La version développée porte l'appellation RS-68B mais les lanceurs Ares sont abandonnés en 2011. Le 8 mars 2011, un premier moteur est terminé.

## Caractéristiques techniques
| Version             | RS-68                                                       |
| ------------------- | ----------------------------------------------------------- |
| Hauteur             | 5,20 m                                                      |
| Diamètre            | 2,43 m                                                      |
| Masse               | 6 696 kg                                                    |
| Ergols              | Oxygène liquide et Hydrogène liquide dans un rapport de 6:1 |
| Ratio poids/poussée | 51,2                                                        |

Performances du RS-68
| Performances du RS-68 avec une poussée de | 100 %                       | 60 %                       |
| ----------------------------------------- | --------------------------- | -------------------------- |
| Poussée dans le vide                      | 3 314 kN (745 Klbf)         | 1 957 kN (440 Klbf)        |
| Poussée au sol                            | 2 891 kN (650 Klbf)         | 1 535 kN (345 Klbf)        |
| Ratio de mélange                          | 6,0                         | 6,0                        |
| Impulsion spécifique dans le vide         | 4 022 Ns/kg (410 s)         | 4 022 Ns/kg (410 s)        |
| Impulsion spécifique au sol               | 3 581 Ns/kg (365 s)         | 3 581 Ns/kg (365 s)        |
| Pression dans la chambre de combustion    | 97 Bar (9,7 MPa; 1410 psia) | 58 Bar (5,8 MPa; 836 psia) |
| Ratio de détente (E)                      | 21,5                        |                            |